# Elassodiscus tremebundus
Elassodiscus tremebundus is een straalvinnige vissensoort uit de familie van slakdolven (Liparidae). De wetenschappelijke naam is gepubliceerd in 1912 door Gilbert en Burke.